# Villa Weismüller

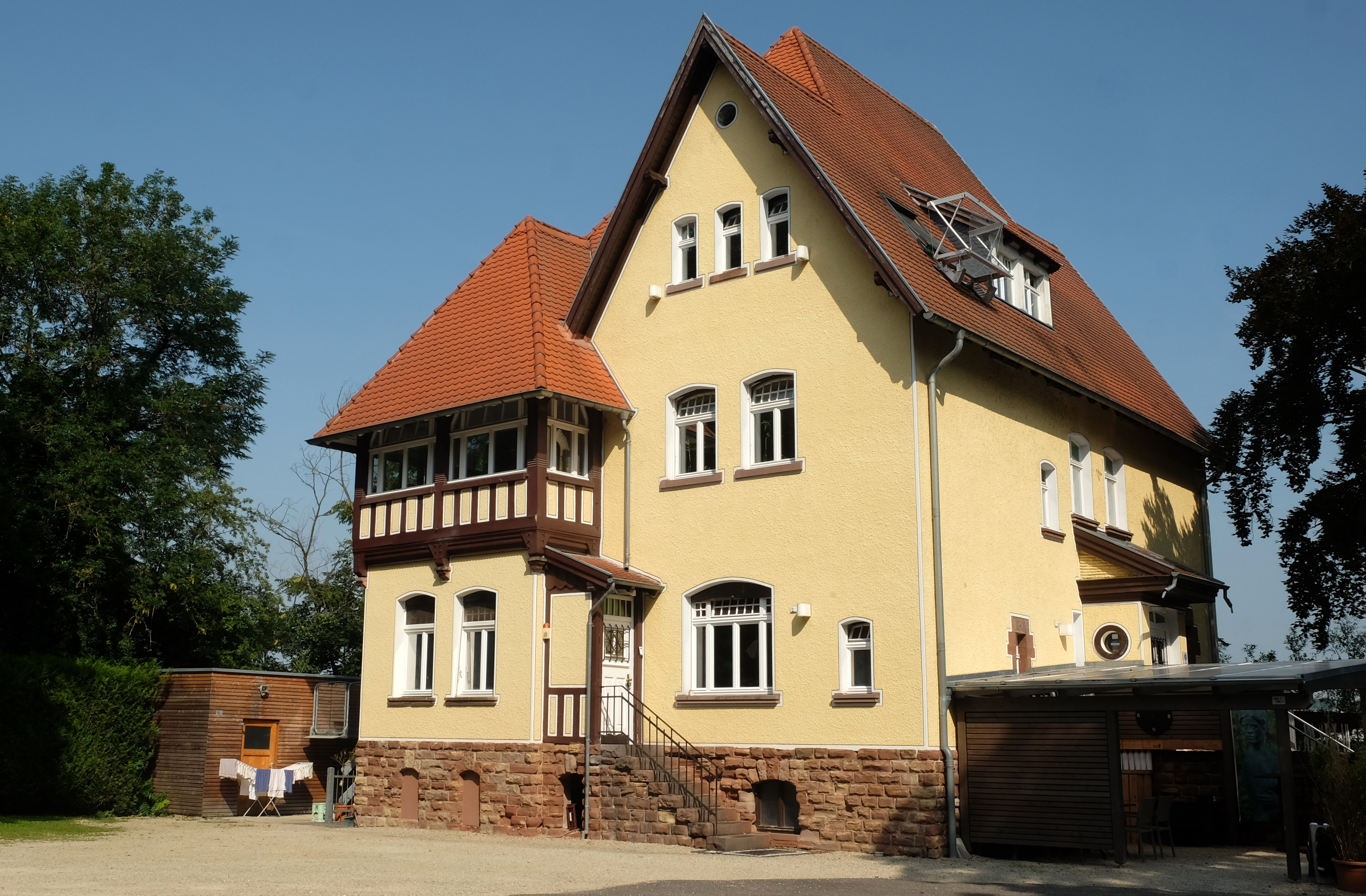
Villa Weismüller

Die Villa Weismüller ist ein denkmalgeschütztes Gebäude in der Gersweilerstraße 43a in Saarbrücken.

## Geschichte
Die Villa wurde 1907 nach Plänen von Georg Becker auf einer felsigen Anhöhe in Alt-Saarbrücken erbaut. Die Villa diente als Wohnhaus für den Forstbeamten Weismüller. Seit 2002 residiert das Restaurant Quack des Ehepaares Anne und Wolfgang Quack darin.
Anfang Oktober 2020 wurde das Gebäude durch einen nächtlichen Brandanschlag eines Jugendlichen verwüstet.